# Collegio elettorale di Modica (Camera dei deputati)
Il collegio di Modica fu un collegio elettorale uninominale della Repubblica Italiana per l'elezione della Camera dei deputati. Apparteneva alla circoscrizione Sicilia 2 e fu utilizzato per eleggere un deputato nella XII, XIII e XIV legislatura.
Venne istituito nel 1993 con la cosiddetta Legge Mattarella (Legge n. 277, Nuove norme per l'elezione della Camera dei deputati), attuata in seguito al referendum abrogativo del 1993. La legge istituì per la Camera dei deputati e per il Senato della Repubblica un sistema di elezione misto, in parte maggioritario e in parte proporzionale. Il 75% dei parlamentari dell'assemblea veniva eletto in collegi uninominali tramite sistema maggioritario a turno unico; il restante 25% alla Camera veniva eletto tramite sistema proporzionale con liste bloccate.
Il collegio venne abolito insieme a tutti gli altri che costituivano la Camera con la promulgazione della legge elettorale successiva, la cosiddetta Legge Calderoli. Questa prevedeva un sistema proporzionale con premio di maggioranza, che alla Camera veniva attribuito a livello nazionale.

## Territorio
Il collegio di Modica era uno dei 41 collegi uninominali in cui era suddivisa la Sicilia e, come previsto dal D.Lgs. del 20 dicembre 1993 n. 536, era compreso nelle province di Ragusa e di Siracusa e comprendeva i seguenti comuni: Ispica, Modica, Pozzallo, Rosolini e Scicli.

## Eletti
| Elezione | Elezione | Deputato          | Partito                    |
| -------- | -------- | ----------------- | -------------------------- |
|          | 1994     | Attilio Sigona    | Polo del Buon Governo (FI) |
|          | 1996     | Antonio Borrometi | L'Ulivo (PPI)              |
|          | 2001     | Giuseppe Drago    | Casa delle Libertà (CCD)   |

## Dati elettorali

### XII legislatura

#### Risultati proporzionale
| Coalizioni        | Coalizioni                       | Liste                                 | Liste                              | Voti   | %     |
| ----------------- | -------------------------------- | ------------------------------------- | ---------------------------------- | ------ | ----- |
|                   | Polo del Buon Governo            |                                       | Forza Italia                       | 21.103 | 29,78 |
|                   | Polo del Buon Governo            | Alleanza Nazionale                    | 6.101                              | 8,61   |       |
| Totale coalizione | Totale coalizione                | 27.204                                | 38,39                              |        |       |
|                   | Progressisti                     |                                       | Partito Democratico della Sinistra | 15.836 | 22,35 |
|                   | Progressisti                     | Movimento per la Democrazia - La Rete | 7.524                              | 10,62  |       |
|                   | Progressisti                     | Partito Socialista Italiano           | 2.379                              | 3,36   |       |
| Totale coalizione | Totale coalizione                | 25.739                                | 36,33                              |        |       |
|                   | Patto per l'Italia               |                                       | Partito Popolare Italiano          | 6.318  | 8,92  |
|                   | Patto per l'Italia               | Patto Segni                           | 4.321                              | 6,10   |       |
| Totale coalizione | Totale coalizione                | 10.639                                | 15,02                              |        |       |
|                   | Solidarietà Occupazione Sviluppo | Solidarietà Occupazione Sviluppo      | Solidarietà Occupazione Sviluppo   | 2.885  | 4,07  |
|                   | Lista Pannella                   | Lista Pannella                        | Lista Pannella                     | 2.415  | 3,41  |
|                   | Socialdemocrazia                 | Socialdemocrazia                      | Socialdemocrazia                   | 525    | 0,74  |
|                   | Movimento Popolare Cristiano     | Movimento Popolare Cristiano          | Movimento Popolare Cristiano       | 464    | 0,65  |
|                   | Democrazia Siciliana             | Democrazia Siciliana                  | Democrazia Siciliana               | 359    | 0,51  |
|                   | Rinnovamento Democratico         | Rinnovamento Democratico              | Rinnovamento Democratico           | 238    | 0,34  |
|                   | Movimento Repubblicano           | Movimento Repubblicano                | Movimento Repubblicano             | 206    | 0,29  |
|                   | Lista Franco Greco               | Lista Franco Greco                    | Lista Franco Greco                 | 178    | 0,25  |
| Totale            | Totale                           | Totale                                | Totale                             | 70.852 |       |

#### Risultati uninominale
|                               | Attilio Sigona ✔️ Eletto | Polo del Buon Governo (FI - AN - CCD - UDC - PLD) | 23 757 | 32,11 |  |  |  |  |  |
|                               | Mario Occhipinti         | Progressisti                                      | 19 832 | 26,81 |  |  |  |  |  |
|                               | Angelo Scivoletto        | Patto per l'Italia                                | 12 333 | 16,67 |  |  |  |  |  |
|                               | Riccardo Minardo         | Solidarietà Occupazione Sviluppo                  | 9 002  | 12,17 |  |  |  |  |  |
|                               | Saverio Terranova        | Liberi Forti Uniti                                | 5 061  | 6,84  |  |  |  |  |  |
|                               | Guglielmo Carbone        | Partito Socialista Italiano                       | 3 992  | 5,40  |  |  |  |  |  |
| Totale                        | Totale                   | Totale                                            | 73 977 | 100   |  |  |  |  |  |
|                               |                          |                                                   |        |       |  |  |  |  |  |
| Fonte: Ministero dell'interno |                          |                                                   |        |       |  |  |  |  |  |

### XIII legislatura

#### Risultati proporzionale
| Coalizioni        | Coalizioni                                 | Liste                                      | Liste                                      | Voti   | %     |
| ----------------- | ------------------------------------------ | ------------------------------------------ | ------------------------------------------ | ------ | ----- |
|                   | Polo per le Libertà                        |                                            | Forza Italia                               | 20.825 | 30,52 |
|                   | Polo per le Libertà                        | Alleanza Nazionale                         | 7.118                                      | 10,43  |       |
|                   | Polo per le Libertà                        | CCD-CDU                                    | 6.618                                      | 9,70   |       |
| Totale coalizione | Totale coalizione                          | 34.561                                     | 50,65                                      |        |       |
|                   | L'Ulivo                                    |                                            | Partito Democratico della Sinistra         | 14.142 | 20,73 |
|                   | L'Ulivo                                    | Federazione dei Verdi                      | 4.245                                      | 6,22   |       |
|                   | L'Ulivo                                    | Popolari per Prodi (PPI-SVP-PRI-UD-Prodi)  | 3.714                                      | 5,44   |       |
|                   | L'Ulivo                                    | Rinnovamento Italiano                      | 2.562                                      | 3,75   |       |
| Totale coalizione | Totale coalizione                          | 24.663                                     | 36,14                                      |        |       |
|                   | Progressisti                               |                                            | Rifondazione Comunista                     | 5.173  | 7,58  |
|                   | Lista Pannella - Sgarbi                    | Lista Pannella - Sgarbi                    | Lista Pannella - Sgarbi                    | 1.835  | 2,69  |
|                   | Movimento Sociale Fiamma Tricolore         | Movimento Sociale Fiamma Tricolore         | Movimento Sociale Fiamma Tricolore         | 1.142  | 1,67  |
|                   | Noi Siciliani - Fronte Nazionale Siciliano | Noi Siciliani - Fronte Nazionale Siciliano | Noi Siciliani - Fronte Nazionale Siciliano | 857    | 1,26  |
| Totale            | Totale                                     | Totale                                     | Totale                                     | 68.231 |       |

#### Risultati uninominale
|                               | Antonio Borrometi ✔️ Eletto | L'Ulivo             | 35 938 | 51,30 |  |  |  |  |  |
|                               | Salvatore Campanella        | Polo per le Libertà | 30 258 | 43,19 |  |  |  |  |  |
|                               | Pietro Ascenzo              | Fiamma Tricolore    | 3 858  | 5,51  |  |  |  |  |  |
| Totale                        | Totale                      | Totale              | 70 054 | 100   |  |  |  |  |  |
|                               |                             |                     |        |       |  |  |  |  |  |
| Fonte: Ministero dell'interno |                             |                     |        |       |  |  |  |  |  |

### XIV legislatura

#### Risultati proporzionale
| Coalizioni        | Coalizioni              | Liste                   | Liste                                 | Voti   | %     |
| ----------------- | ----------------------- | ----------------------- | ------------------------------------- | ------ | ----- |
|                   | Casa delle Libertà      |                         | Forza Italia                          | 27.199 | 36,94 |
|                   | Casa delle Libertà      | Alleanza Nazionale      | 5.442                                 | 7,39   |       |
|                   | Casa delle Libertà      | CCD-CDU                 | 5.186                                 | 7,04   |       |
|                   | Casa delle Libertà      | Nuovo PSI               | 1.737                                 | 2,36   |       |
| Totale coalizione | Totale coalizione       | 39.564                  | 53,73                                 |        |       |
|                   | L'Ulivo                 |                         | La Margherita (Dem - PPI - RI- UDEUR) | 10.212 | 13,87 |
|                   | L'Ulivo                 | Democratici di Sinistra | 8.014                                 | 10,88  |       |
|                   | L'Ulivo                 | Il Girasole (FdV - SDI) | 1.559                                 | 2,12   |       |
|                   | L'Ulivo                 | Comunisti Italiani      | 1.018                                 | 1,38   |       |
| Totale coalizione | Totale coalizione       | 20.803                  | 28,25                                 |        |       |
|                   | Lista Di Pietro         | Lista Di Pietro         | Lista Di Pietro                       | 4.649  | 6,31  |
|                   | Democrazia Europea      | Democrazia Europea      | Democrazia Europea                    | 4.120  | 5,60  |
|                   | Rifondazione Comunista  | Rifondazione Comunista  | Rifondazione Comunista                | 2.733  | 3,71  |
|                   | Lista Pannella - Bonino | Lista Pannella - Bonino | Lista Pannella - Bonino               | 1.205  | 1,64  |
|                   | Noi Siciliani           | Noi Siciliani           | Noi Siciliani                         | 289    | 0,39  |
|                   | Paese Nuovo             | Paese Nuovo             | Paese Nuovo                           | 170    | 0,23  |
|                   | Abolizione scorporo     | Abolizione scorporo     | Abolizione scorporo                   | 102    | 0,14  |
| Totale            | Totale                  | Totale                  | Totale                                | 73.635 |       |

#### Risultati uninominale
|                               | Giuseppe Drago ✔️ Eletto | Casa delle Libertà | 42 062 | 54,74 |  |  |  |  |  |
|                               | Antonio Borrometi        | L'Ulivo            | 28 783 | 37,46 |  |  |  |  |  |
|                               | Domenico Pisana          | Democrazia Europea | 3 400  | 4,42  |  |  |  |  |  |
|                               | Michele Murè             | Lista Di Pietro    | 2 597  | 3,38  |  |  |  |  |  |
| Totale                        | Totale                   | Totale             | 76 842 | 100   |  |  |  |  |  |
|                               |                          |                    |        |       |  |  |  |  |  |
| Fonte: Ministero dell'interno |                          |                    |        |       |  |  |  |  |  |